# Jubilus I
Pour l’article homonyme, voir Jubilus.
Jubilus I, Op. 30, est une œuvre pour clarinette seule (1974) de Flavio Testi.

« Sonorités multiformes, variété de couleurs et de dynamiques, effets comme les "frullati" ou les "glissandi" poussés à leurs limites, jusqu'à l'incroyable virtuosité de la conclusion caractérisent Jubilus I du Florentin Flavio Testi (né en 1923) »

— Maria Chiara Mazzi
Jubilus I est publié chez Ricordi, Milan.

## Enregistrements
- Sergio Bosi, 20th-century italian clarinet solos (Naxos, 2012)[1].